# Alexandra Von Lieven
Alexandra Von Lieven (née le 19 octobre 1974 à Sarrebruck) est une égyptologue allemande.

## Biographie
Alexandra Von Lieven étudie l'égyptologie et les religions comparées ainsi que l'archéologie du Proche-Orient, d'archéologie classique et d'indologie à l'université Eberhard Karl de Tübingen de 1994 à 1997. En novembre 1998, elle obtient sa maîtrise avec une étude sur les inscriptions du plafond et de l'architrave du temple d'Esna. En 2002, elle obtient son doctorat avec la thèse intitulée « Das sogenannte Nutbuch » (Le livre de la rainure), qu'elle publie en 2007 sous le titre « Grundriss des Laufes der Sterne » (Plan de la course des étoiles). Il s'agit d'une nouvelle édition nettement plus complète que l'ouvrage de référence « Egyptian Astronomical Texts 1 » paru en 1960. En plus des papyrus Carlsberg 1 et 1a déjà connus, quatre autres papyrus de Tebtynis ont pu être publiés pour la première fois dans cette monographie en deux volumes. En 2008, von Lieven obtient son habilitation à la Freie Universität Berlin avec l'ouvrage « Heiligenkult und Vergöttlichung im Alten Ägypten ».
De 2002 à 2008, elle travaille comme collaboratrice scientifique au séminaire d'égyptologie de l'université libre de Berlin. De 2003 à 2005, elle participe en outre à la préparation de l'exposition « L'Égypte et le monde gréco-romain » du 25 novembre 2005 au 26 février 2006 à Liebieghaus, Francfort-sur-le-Main. Au cours du semestre d'hiver 2008/2009, elle occupe un poste de professeur invité TEA à l'Institut d'égyptologie de l'université de Tübingen. Elle interrompt sa bourse Heisenberg pour une bourse de recherche de dix mois au Lichtenberg-Kolleg de l'université de Göttingen en 2010/2011, ainsi que pour des remplacements de chaires à l'université de Münster au semestre d'hiver 2014/2015 et à l'université de Cologne au semestre d'été 2015. D'autres remplacements de chaires suivent à l'université de Heidelberg au semestre d'été 2016, à l'université libre de Berlin au semestre d'hiver 2016/2017 et à l'université Johann Wolfgang Goethe de Francfort-sur-le-Main (chaire d'histoire des sciences du monde prémoderne) au semestre d'été 2017. En 2017/2018, elle est collaboratrice scientifique au projet Deutsche Forschungsgemeinschaft (DFG) « Database and Dictionary of Greek Loanwords in Coptic » (DDGLC) à l'université libre de Berlin avec son propre sous-projet « Griechische Lehnwörter in Hieroglyphischen und späthieratischen Texten ». Elle effectue un autre remplacement de chaire à l'université de Münster au semestre d'hiver 2018/2019. Depuis septembre 2019, elle est directrice du projet « Normtransgressives Verhalten in der Götterwelt des Alten Ägypten » (comportement transgressif des normes dans le monde des dieux de l'Égypte antique) qui a été interrompu pour des remplacements de chaire à l'université de Münster durant les semestres d'hiver 2020/2021 et 2022/2023.
En 2004, Von Lieven devient experte en égyptologie pour les actes de l'« International Study Group on Music Archaeology » (ISGMA). En 2013, sur proposition de la Deutsche Forschungsgemeinschaft, von Lieven est intégrée à la base de données des femmes scientifiques excellentes en Europe.
Dans ses publications, Von Lieven s'intéresse principalement à la religion de l'Égypte antique, aux sciences et à l'histoire culturelle de l'Égypte antique. Elle a publié deux monographies sur ces sujets, de nombreux articles spécialisés, des entrées dans différents lexiques et manuels ainsi que des recensions.

### Adhésions
Von Lieven est membre de :
- l'« International Study Group on Music Archaeology » (ISGMA)[6],
- l'Association internationale des égyptologues (IAE)[7],
- de l'Association d'égyptologie (VÄ)[8],
- de l'Association allemande des universités (DHV)[9]
- du « Réseau Liberté Scientifique »[10].

## Publications
- Der Himmel über Esna – Eine Fallstudie zur religiösen Astronomie in Ägypten am Beispiel der kosmologischen Decken- und Architravinschriften im Tempel von Esna (= Ägyptologische Abhandlungen, volume 64), Harrassowitz, Wiesbaden, 2000,  (ISBN 3-447-04324-5).
- avec Joachim Friedrich Quack, Kim Ryholt, Hieratic texts from the collection (= The Carlsberg Papyri, volume 7). Museum Tusculanum Press, Kopenhagen, 2006,  (ISBN 87-635-0405-7).
- Grundriss des Laufes der Sterne. Das sogenannte Nutbuch (= The Carlsberg Papyri, volume 8), Museum Tusculanum Press, Kopenhagen, 2007,  (ISBN 978-87-635-0406-5).